# Keszőhidegkút, Tolna
Keszőhidegkút  este un sat în districtul Tamás, județul Tolna, Ungaria, având o populație de 213 locuitori (2011). 

## Demografie
Componența etnică a satului Keszőhidegkút
     Maghiari (58,59%)
     Germani (41,41%)
Componența confesională a satului Keszőhidegkút
     Romano-catolici (51,17%)
     Luterani (25,82%)
     Fără religie (7,51%)
     Reformați (6,1%)
     Necunoscută (9,39%)
Conform recensământului din 2011, satul Keszőhidegkút avea 213 locuitori. Din punct de vedere etnic, majoritatea locuitorilor (58,59%) erau maghiari, cu o minoritate de germani (41,41%).  Din punct de vedere confesional, majoritatea locuitorilor (51,17%) erau romano-catolici, existând și minorități de luterani (25,82%), persoane fără religie (7,51%) și reformați (6,1%). Pentru 9,39% din locuitori nu este cunoscută apartenența confesională.